# دانبرووا (شهرستان اوپوله)
دانبرووا (به لهستانی:  Dąbrowa) یک روستا در لهستان است که در گمینا دانبرووا (استان اوپوله) واقع شده‌است. دانبرووا ۱٬۱۰۰ نفر جمعیت دارد.